# Enoch Kofi Adu
Enoch Kofi Adu, född 14 september 1990 i Kumasi, Ghana, är en ghanansk fotbollsspelare som spelar för Ekenäs IF. 

## Karriär
Den 8 juli 2014 tillkännagav Malmö FF att de hade värvat Adu från Club Brugge som förstärkning till klubbens kvalspel till Champions League (2014-2015). Han gjorde sin allsvenska debut den 26 juli 2014 i en 3–1-hemmaseger över Kalmar FF.
I januari 2017 värvades Adu av turkiska Akhisar Belediyespor, där han skrev på ett 3,5-årskontrakt. Den 25 oktober 2017 värvades Adu av AIK, där han skrev på ett treårskontrakt. Den 8 februari 2021 värvades Adu av Mjällby AIF, där han skrev på ett tvåårskontrakt.
I mars 2023 blev Adu klar för spel i finska Ekenäs IF.